# 진창구
진창구(한국어: 금창구, 중국어: 金阊区, 병음: Jīnchāng Qū)는 중화인민공화국 장쑤성 쑤저우시에 존재했던 행정구역이다. 넓이는 37km2이고, 인구는 2007년 기준으로 210,000명이었다.

## 행정 구역
5개 가도를 관할한다.
- 가도: 石路街道, 留园街道, 彩香街道, 白洋湾街道, 虎丘街道.